# Rue du Simplon
La rue du Simplon est une voie du 18e arrondissement de Paris, en France.

## Situation et accès
La rue du Simplon est une voie publique située dans le 18e arrondissement de Paris. Elle débute au 107, rue des Poissonniers et se termine au 96, rue du Mont-Cenis. Elle est coupée entre le no 49 et le no 51 et entre le no 52 et le no 54 par le boulevard Ornano.

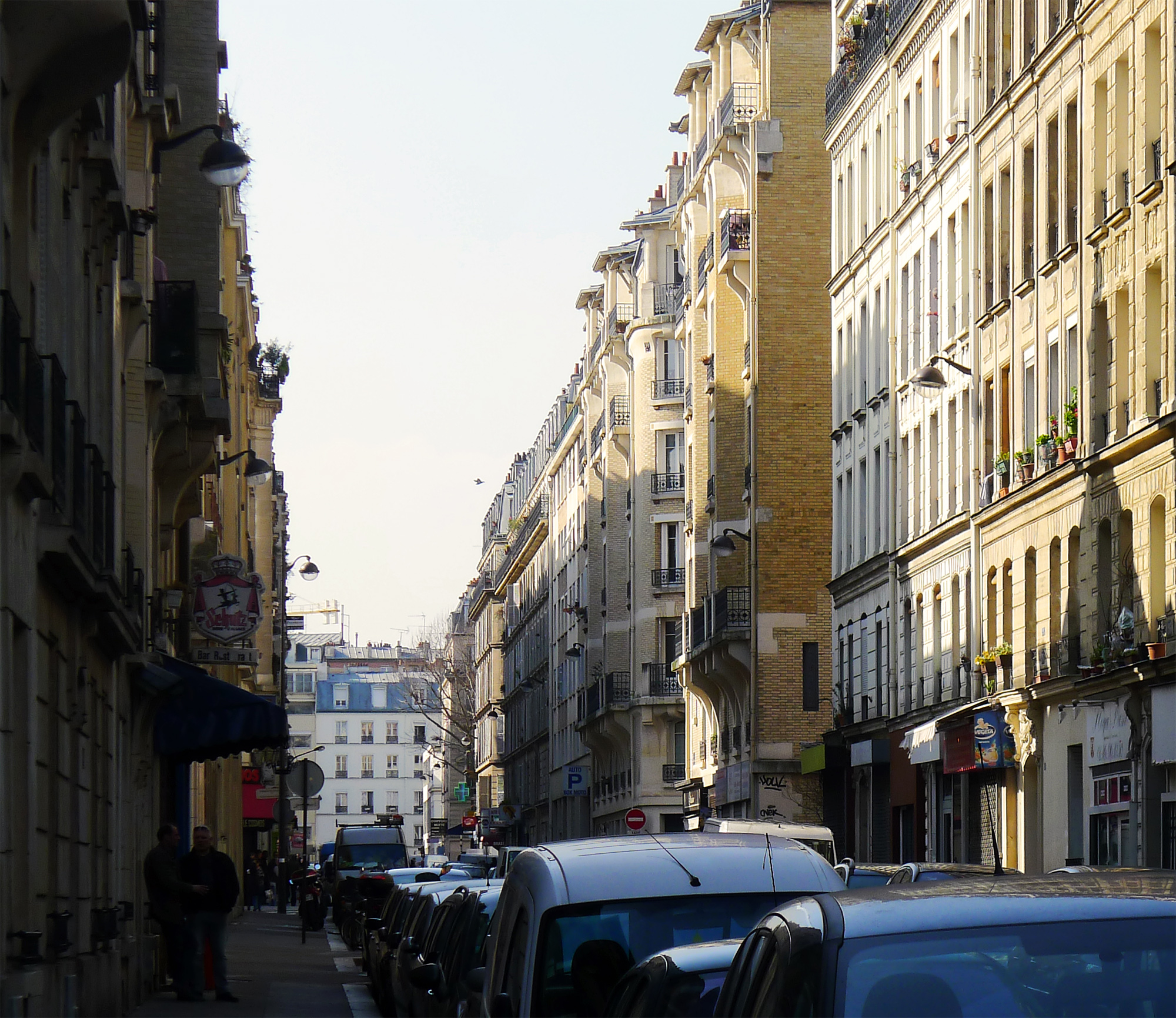
Vers la rue du Mont-Cenis.
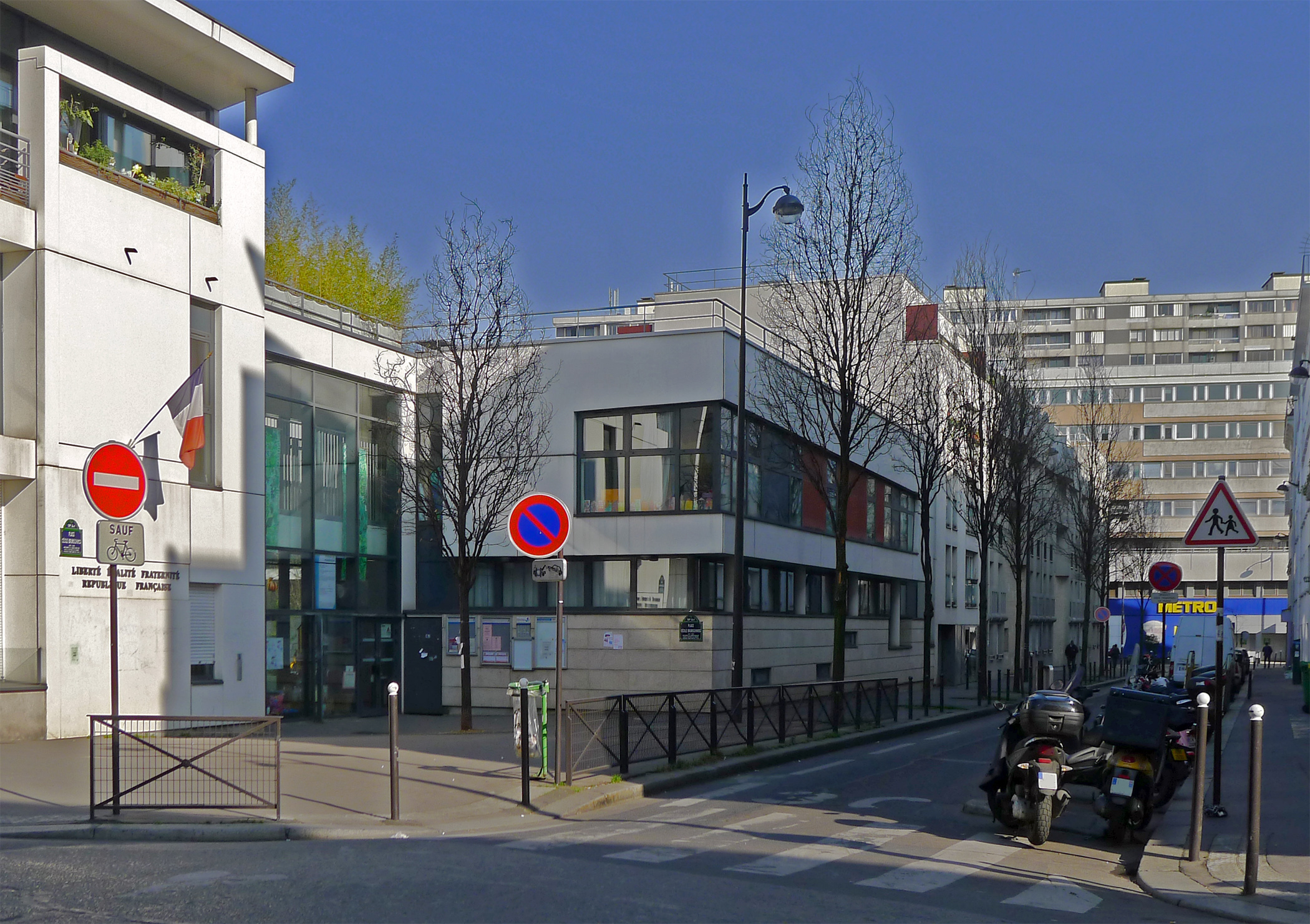
Vers la rue des Poissonniers.

## Origine du nom
Son nom fait référence au col du Simplon, qui se situe à 2 009 m d’altitude, dans les Alpes suisses, reliant le Valais et le Piémont, et où Napoléon fit édifier une route en 1807. À proximité, le tunnel ferroviaire du Simplon relie la Suisse à l’Italie depuis 1906 ; ce premier tunnel a été doublé en 1922.

## Historique
La rue est un élément de l'ancien chemin reliant la route de Paris à Saint-Denis (rue de la Chapelle), située sur l'ancienne commune de La Chapelle, au chemin de la Procession (rue du Mont-Cenis) située à Montmartre. Cette voie apparaît sur le plan de Roussel dessiné en 1730. Sur la commune de Montmartre, la voie était nommée « chemin de la Charbonnière ». Elle se prolongeait à La Chapelle par la rue des Poiriers (impasse de la Chapelle).
En 1859, la commune de Montmartre est rattachée à Paris et, en 1863, le chemin de la Charbonnière est officiellement classé dans la voirie parisienne.
La voie, encore rurale, s'urbanise dans la seconde moitié du XIXe siècle. Elle est renommée en 1877 pour ne pas être confondue avec la rue de la Charbonnière.

## Bâtiments remarquables et lieux de mémoire
- Au no 23 se trouve l'église orthodoxe serbe de Paris, installée dans un ancien temple protestant racheté en 1984 par la communauté religieuse. Elle porte le nom de Saint Sava[5].